# Hexarthrius forsteri forsteri
Hexarthrius forsteri forsteri es una subespecie de coleóptero de la familia Lucanidae.

## Distribución geográfica
Habita en Assam, Bután y Camboya.